# Худи Битек
Худи Битек је насеље у саставу Града Загреба. Налази се у четврти Брезовица. До територијалне реорганизације у Хрватској налазио се у саставу ужег подручја Града Загреба.

## Становништво
На попису становништва 2011. године, Худи Битек је имао 441 становника.

## Попис1991.
На попису становништва 1991. године, насељено место Худи Битек је имало 288 становника, следећег националног састава:
| Попис 1991.‍ | Попис 1991.‍ | Попис 1991.‍ | Попис 1991.‍ | Попис 1991.‍ |
| ----------- | ----------- | ----------- | ----------- | ----------- |
|             |             |             |             |             |
| Хрвати      | Хрвати      |             | 283         | 98,26%      |
| Југословени | Југословени |             | 2           | 0,69%       |
| Македонци   | Македонци   |             | 2           | 0,69%       |
| Срби        | Срби        |             | 1           | 0,34%       |
| укупно: 288 |             |             |             |             |